# Epiophlebia
Epiophlebia es un género de insectos, distribuido geográficamente en zonas subtropicales montañosas, entre Nepal y Japón. Es el único género de la familia Epiophlebiidae, a su vez el único género viviente del infraorden Epiophlebioptera, que forma parte del suborden Epiprocta -que comparte con las libélulas- y del orden Odonata, que comparte a su vez con los caballitos del diablo.

## Clasificación

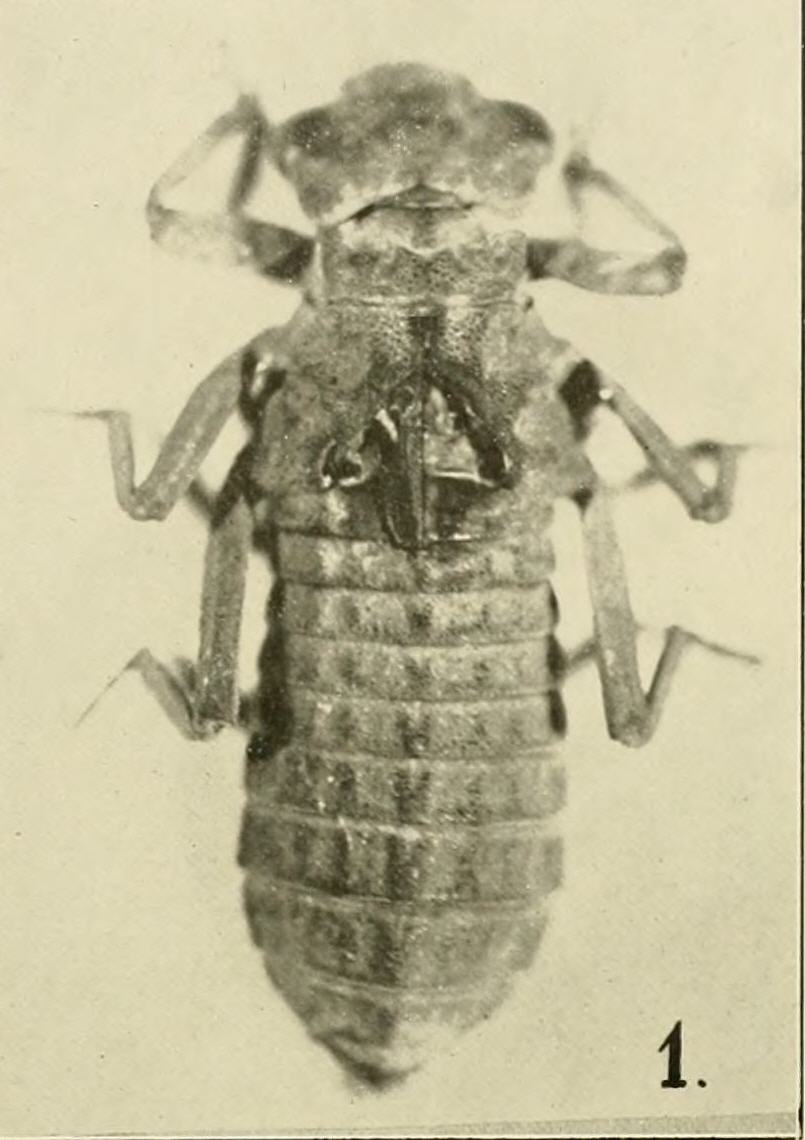
Ninfa de Epiophlebia laidlawi.

Las primeras especies descriptas fueron incluidos en un suborden propio, Anisozygoptera, considerado intermedio entre las libélulas y caballitos del diablo, debido a que sus alas eran muy similares a las de las libélulas, pero podían ser plegadas por detrás, como las de los caballitos del diablo. Sólo posteriormente se llegó a la conclusión de que el género Epiophlebia comparte ancestros más cercanos con las libélulas, de los que se separaron en sitios dentro y alrededor de los Himalayas, y el grupo fue reclasificado como un infraorden dentro del suborden correspondiente a las libélulas. Recientemente se han descubierto dos nuevas especies, Epiophlebia sinensis, de Manchuria, en China. En el año 2012 se describió una cuarta especie, aunque sólo se han descubierto las ninfas, en el sur de China.

## Biología
Como el resto de los Odonatos, tienen metamorfosis incompleta, y su estadio ninfal es acuático. La hembra pone sus huevos en el agua, e incluso algunas especies se crían en torrentes y aguas agitadas. Las ninfas son carnívoras, comiendo larvas de mosquitos, y otros organismos acuáticos. Las branquias de las ninfas son grandes y externas, y están situadas al final del abdomen.
El adulto, de aspecto similar a las libélulas -con la salvedad de que puede plegar sus alas- es volador, y se alimenta de moscas, mosquitos, y otros insectos pequeños.

## Enlaces externos

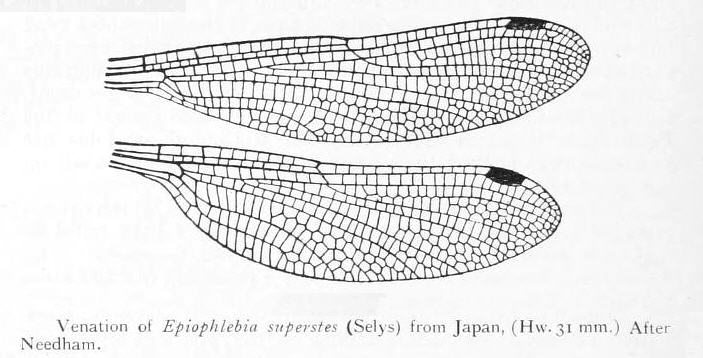
Alas de Epiophlebia superstes.